# Jean-Jacques Etamé
Jean-Jacques Etamé est un footballeur professionnel franco-camerounais, né le 23 novembre 1966 à Strasbourg. 
Cet attaquant fut sélectionné à trois reprises en équipe du Cameroun.

## Carrière
- 1983-1988 : RC Strasbourg
- 1988-jan. 1989 : Brest Armorique FC
- jan. 1989-1989 : RC Strasbourg
- 1989-1990 : Sporting Club Abbeville
- 1990-1993 : RC Strasbourg
- 1993-1994 : Lille OSC
- 1994-1995 : SM Caen
- 1995-1997 : AS Cannes
- 1997-1998 : SC Bastia[1]